# Expedition 33
Expedition 33 è stata la 33ª missione di lunga durata verso la International Space Station (ISS). Iniziata il 16 settembre 2012 con la partenza della Sojuz TMA-04M, che ha riportato a terra i membri della Expedition 32, è terminata il 18 novembre 2012, e tra i tanti esperimenti compiuti si notano le dimostrazioni di Delay Tolerant Network.

## Equipaggio
| Ruolo               | Settembre 2012                          | Settembre – Novembre 2012               |
| ------------------- | --------------------------------------- | --------------------------------------- |
| Comandante          | Sunita Williams, NASA Secondo volo      | Sunita Williams, NASA Secondo volo      |
| Ingegnere di volo 1 | Jurij Malenčenko, Roscosmos Quinto volo | Jurij Malenčenko, Roscosmos Quinto volo |
| Ingegnere di volo 2 | Akihiko Hoshide, JAXA Secondo volo      | Akihiko Hoshide, JAXA Secondo volo      |
| Ingegnere di volo 3 |                                         | Oleg Novickij, Roscosmos Primo volo     |
| Ingegnere di volo 4 |                                         | Evgenij Tarelkin, Roscosmos Primo volo  |
| Ingegnere di volo 5 |                                         | Kevin Ford, NASA Secondo volo           |